# Caillac
Caillac é uma comuna francesa na região administrativa da Occitânia, no departamento de Lot. Estende-se por uma área de 7.44 km², e possui 593 habitantes, segundo o censo de 2018, com uma densidade de 80 hab/km².